# Amiantis callosa
Amiantis callosa är en musselart som först beskrevs av Conrad 1837.  Amiantis callosa ingår i släktet Amiantis och familjen venusmusslor. Inga underarter finns listade i Catalogue of Life.

## Bildgalleri

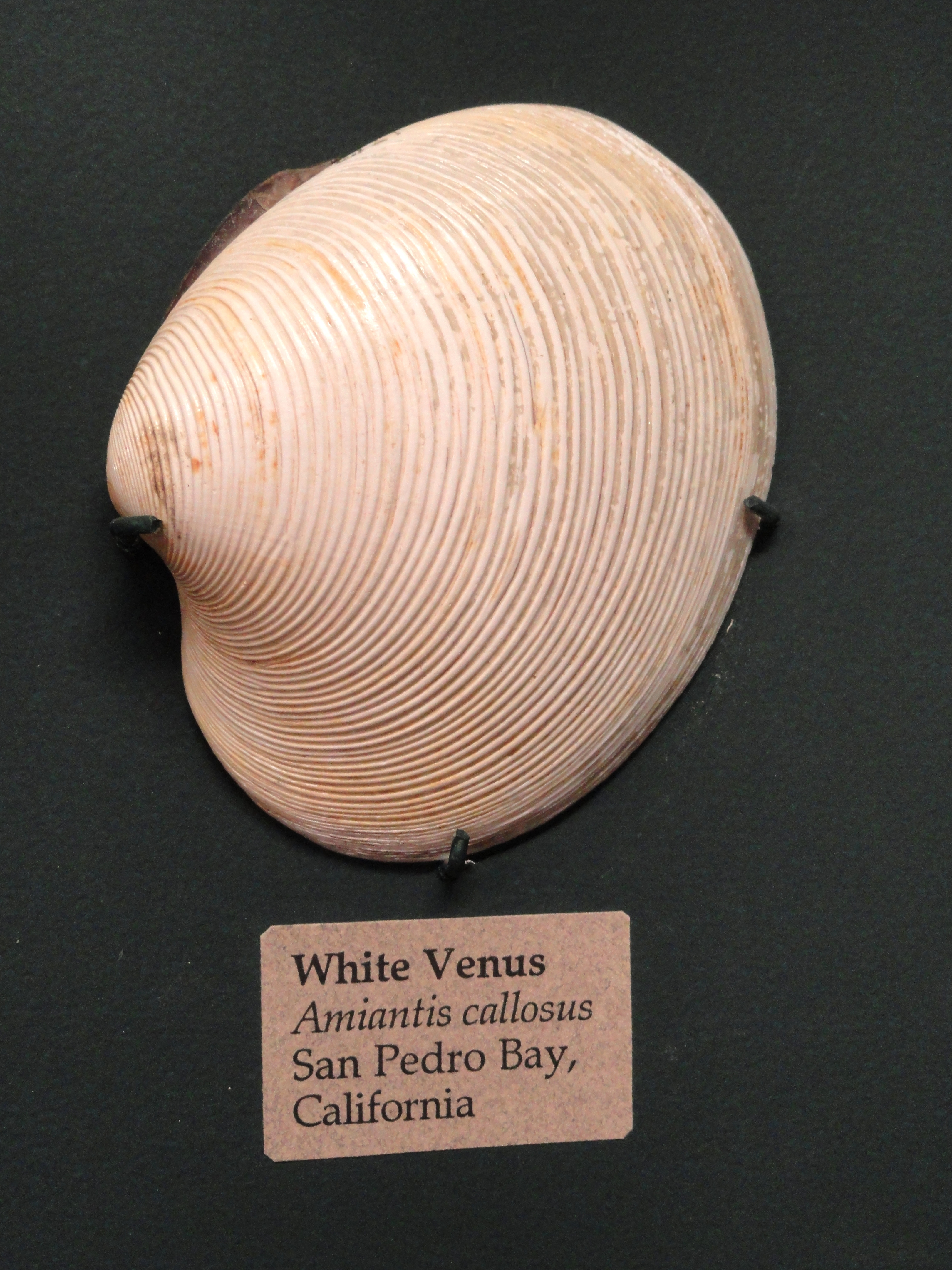